# Малиш-Федорець Марія Євгенівна
Марія Євгенівна Малиш-Федорець (Мінченко) (*20 січня 1885, Ніжин — †2 квітня 1960, Мельбурн) — українська співачка (мецо-сопрано) і акторка, учениця Марії Заньковецької і Миколи Садовського.

## Загальні відомості

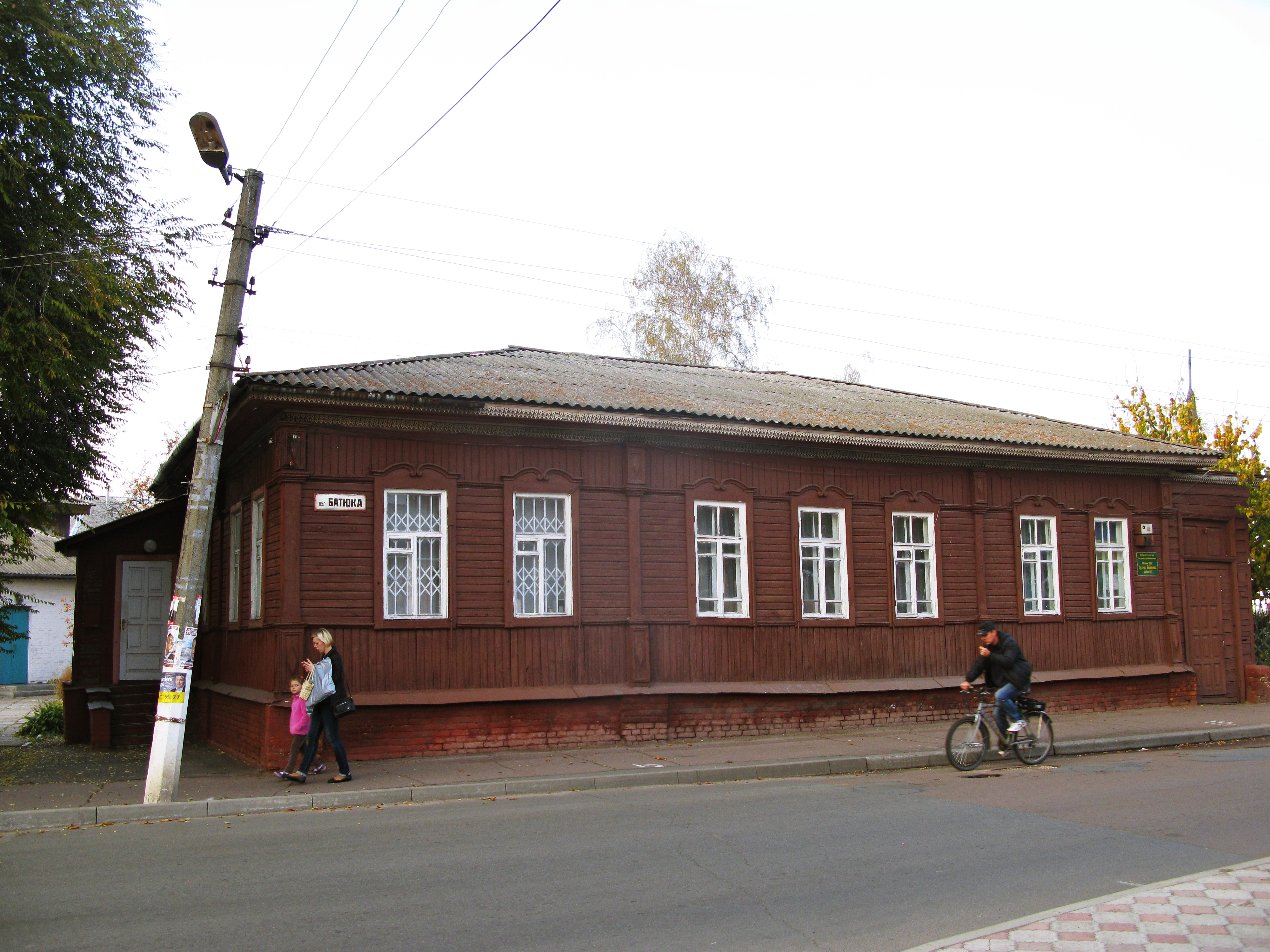
Будинок у Ніжині, де жила М. Є. Малиш-Федорець

Народилася 2 лютого (20 січня за старим стилем) 1885 р. в Ніжині в сім'ї мирового судді. Мати померла в пологах нею. Батько, залишившись вдівцем з сімома дітьми, зробив все можливе, аби діти здобули середню освіту.
Після закінчення Ніжинської гімназії Марія брала участь у місцевому аматорському драмгуртку, яким керувала Марія Заньковецька. На одну з вистав гуртка завітав сам Микола Садовський, який і запросив її до свого театру (Театр Миколи Садовського у Києві) на ролі молодих героїнь.
Працюючи з 1907 року в цьому театрі і маючи гарний голос (мецо-сопрано), Марія паралельно навчалась у драматичній вокальній школі ім. Миколи Лисенка, яку закінчила в 1912 році.
За час роботи в театрі Садовського Марія Євгенівна створила багато мистецьких образів, граючи переважно героїчні та характерні ролі.
1944 р. виїхала за кордон.
Померла 5 квітня 1960 р. в Австралії. За іншими даними, померла 8 квітня 1960.

## Відгуки сучасників
|                                         | Мушу згадати тут і про артистку Марію Євгенівну Мінченко, прізвище якої зазначалось на афішах Малиш-Федорець. Вона була дружиною Северина Федоровича Паньківського, людини широкої освіти. Щождо неї, то такої освіти в ній не позначалось. Звичайна собі інтелігентна жінка та й годі. Садовському довелося попрацювати з нею багатенько, поки він створив з неї цілком пристойну артистку, котра при своїй зовнішності й голосі вміла завоювати певний успіх у публіки. Статурна постать, виразні риси обличчя, гарні очі. Голос сильний, середнього регістру, дикція чітка й виразна. Правда, в неї не було тієї теплоти й жіночої лагідності... Голос у неї був настільки сильний, що вона успішно виконувала партію Юнони в опері «Енеїда». |
| — Софія Тобілевич, У театрі Садовського | |

## Фільми
Грала у фільмах: «Запорізький скарб» (1913, дівчина), «Злива» (1929, Катерина II).